# Matangi Tonga
Matangi Tonga es un periódico en línea que provee noticias sobre Tonga en inglés y tongano. Es operado por Vava'u Press. Las oficinas del periódico en Nukualofa fueron destruidas por los incendios y disturbios de noviembre de 2006.